# Ndréméani
Ndréméani är en ort i Komorerna.   Den ligger i distriktet Moheli, i den västra delen av landet, 90 km sydost om huvudstaden Moroni. Ndréméani ligger 123 meter över havet och antalet invånare är 147. Den ligger på ön Mohéli.
Terrängen runt Ndréméani är kuperad åt nordost, men åt sydväst är den platt. Havet är nära Ndréméani söderut.  Närmaste större samhälle är Fomboni, 7,9 km norr om Ndréméani. 